# 小行星1002
小行星1002（1002 Olbersia）是一颗主带小行星，由弗拉基米爾·阿爾比茨基在1923年8月15日发现。
該小行星以德國天文學家海因里希·歐伯斯命名。